# Taxa Selic
No Brasil, a taxa Selic é a taxa básica de juros da economia. É o principal instrumento de política monetária utilizado pelo Banco Central do Brasil (BC) para controle da inflação. 
A taxa básica de juros é referência para todas as demais taxas de juros do país — tais como aquelas incidentes sobre empréstimos, financiamentos e aplicações financeiras.
A intensidade com que a taxa de juros se transmite ao sistema de crédito influi em como ela afeta os produtos bancários, 40% da oferta de crédito é pouco sensível às variações da taxa, em tais operações, os custos financeiros não se alteram com a elevação ou diminuição da Selic, são os casos, por exemplo, do crédito subsidiado do BNDES, do crédito rural e do crédito imobiliário.

## Definição
A taxa Selic diária  corresponde à taxa média ponderada e ajustada das operações de financiamento por um dia  lastreadas em títulos públicos federais, custodiados no Sistema Especial de Liquidação e de Custódia. Da mesma forma, essas operações são também registradas e liquidadas no próprio Selic ou em câmaras de compensação e liquidação de ativos, na forma de operações compromissadas.

## Como funciona
O Banco Central (BC) atua no mercado de títulos públicos para que a taxa Selic diária (também chamada taxa Selic over) esteja em linha com a meta (a chamada Meta Selic), que é definida  (e periodicamente revista)  pelo Comitê de Política Monetária (Copom) do BC, para o ano em curso. Uma vez que a Selic representa a remuneração das instituições financeiras nas operações com títulos públicos, ela é comumente utilizada como base para o cálculo das demais taxas de juros vigentes no país.[carece de fontes?]
A taxa apurada no processamento noturno e que consolida as taxas praticadas naquela data, é conhecida como  "taxa Selic overnight" ou simplesmente "Selic over". Embora apurada diariamente, a taxa Selic é usualmente expressa em termos anuais, compondo os valores apurados nos últimos 12 meses.[carece de fontes?]
Os maiores valores já registrados para a taxa Selic ocorreram durante o período de hiperinflação no Brasil, sendo que, em 2 de fevereiro de 1989, a taxa apurada foi de 3,626%, no dia e, em 26 de dezembro de 1989, a taxa composta nos 12 meses precedentes atingiu 115 334,03%.

## A taxa Selic e o controle da inflação
Segundo Bresser Pereira, a taxa de juros é um dos cinco preços macroeconômicos — sendo os outros quatro a taxa de lucro, a taxa de câmbio, a taxa de salários e a taxa de inflação. Quando se trata de controle de inflação, que envolve preços e produção de bens, a taxa de juros pode muito mas não pode tudo. Há outras variáveis igualmente (ou até mais) relevantes, que dizem respeito à gestão da política econômica mas que estão além da esfera da política monetária. O próprio Banco Central admite a importância de fatores psicológicos, tais como o nível de confiança da sociedade, em relação à economia, e a credibilidade inspirada pela própria autoridade monetária, que não estão submetidas ao seu estrito controle. gestão da taxa de câmbio e da taxa de juros são de competência da autoridade monetária.
Se a taxa Selic cai, há uma queda das demais taxas de juros (de empréstimos, cartões de crédito e aplicações financeiras), o que funciona como um estímulo ao endividamento, tanto para as famílias, que tenderão a consumir mais (mesmo que seja por meio de compras a crédito), como das empresas, que poderão ser estimuladas a produzir mais ou a aumentar sua capacidade produtiva (ou passar a empregar a capacidade ociosa), realizando novos investimentos, com recursos de empréstimos. A economia, como um todo, pode então entrar num ciclo de crescimento até chegar ao pleno emprego. No entanto, atingido o pleno emprego, se a capacidade produtiva permanecer idêntica, ou seja, se a oferta de bens e serviços deixa de acompanhar o crescimento da demanda, pode-se passar a uma situação de crescente escassez e consequente aumento de preços. Aumento geral e cumulativo de preços é a definição clássica de inflação.
Caso seja necessário conter a inflação, o Banco Central, como autoridade monetária, passa a atuar no sentido oposto: a taxa Selic aumenta, com o objetivo de reduzir a propensão ao consumo. Em consequência do aumento da taxa de juros, não apenas deve cair o consumo das famílias (já que o crédito torna-se-á mais caro) mas também a demanda global da economia  poderá declinar. Com a queda da demanda, é de se esperar que os preços também caiam. Isso pode acontecer — ou não. Se a demanda cai, a oferta também tende a cair, dizem os manuais de economia clássica. As empresas não exportadoras deverão produzir menos — operando com capacidade ociosa ou adiando eventuais planos de expansão, ou, ainda, encerrando suas atividades. Aquelas que dispuserem de alguma liquidez, poderão optar por realizar investimentos financeiros, não produtivos — pois a taxa de juros, possivelmente, será mais atraente do que a taxa de lucro proporcionada pela atividade produtiva. Esse movimento generalizado pode implicar uma recessão econômica de duração variável. Ainda assim, se os preços caírem e a inflação for controlada, a autoridade monetária terá sido bem-sucedida na sua missão. No entanto, se a redução da oferta for ainda maior do que a redução da demanda, os preços podem continuar aumentando —  apesar da recessão —, e a economia poderá evoluir para uma crise ou mesmo para a estagnação, se não desandar completamente, caindo a situação que muitos economistas consideram o pior dos mundos — a estagnação com inflação. Assim é que, uma vez esgotados os limites da política monetária — ou, de preferência, bem antes disso — instrumentos de política econômica devem entrar em ação.

## Metodologia de cálculo
A definição da taxa Selic foi publicada originalmente pelo Banco Central do Brasil por meio da Circular n° 2.900 de 24 de junho de 1999 e, com sua revogação estabelecida na Circular nº 3.868, de 19 de dezembro de 2017, a taxa Selic encontra-se atualmente definida como parte da regulamentação do Copom publicada como anexo da mesma circular.
Assim, a taxa média ajustada das operações de financiamento é calculada pelo Selic de acordo com a seguinte fórmula:
{\displaystyle \left[\left(\left({\frac {\sum _{j=1}^{n}L_{j}\cdot V_{j}}{\sum _{j=1}^{n}V_{j}}}\right)^{252}-\ 1\right)\times 100\right]\%{\text{ ao ano}}}
na qual
Lj: fator diário correspondente à taxa da j-ésima operação;
Vj: valor financeiro correspondente à taxa da j-ésima operação;
n: número de operações que compõem a amostra.
A amostra é constituída excluindo-se do universo as operações atípicas, assim consideradas:
- no caso de distribuição simétrica: 2,5% das operações com os maiores fatores diários e 8,5% das operações com os menores fatores diários
- no caso de distribuição assimétrica positiva: 5% das operações com os maiores fatores diários
- no caso de distribuição assimétrica negativa: 5% das operações com os menores fatores diários.

## Aplicação
Também chamada simplesmente de "taxa básica", a taxa Selic é, no Brasil, a taxa de financiamento no mercado interbancário para operações de um dia (ou overnight) lastreadas em títulos públicos federais — títulos listados e negociados no Sistema Especial de Liquidação e de Custódia (Selic). Corresponde à taxa média do overnight, que regula diariamente as operações interbancárias. A taxa Selic expressa, portanto, o custo do dinheiro nos empréstimos interbancários, tendo como base a remuneração dos títulos públicos.
Em outras palavras, é a taxa é aplicada às operações de curtíssimo prazo entre bancos, que, quando querem tomar empréstimos de outros bancos por um dia, oferecem títulos públicos como lastro (garantia), visando reduzir o risco e, consequentemente, o custo da transação (juros). A taxa é expressa, na forma anual, para 252 dias úteis.
Assim, como o risco final da transação acaba sendo efetivamente assumido pelo governo — pois a operação é lastreada por títulos públicos — e como o prazo é o mais curto possível (apenas um dia), a taxa Selic acaba servindo de referência básica para todas as demais taxas de juros da economia. A taxa básica varia praticamente todos os dias, mas dentro de um intervalo muito pequeno, já que, na grande maioria das vezes, ela tende a se aproximar da meta definida para a taxa Selic (Meta Selic), que é determinada oito vezes por ano, nas reuniões do Copom, consoante regulamentação datada de 2006.
Todas as negociações interbancárias realizadas no Brasil, com prazo de um dia útil (overnight) e envolvendo títulos públicos federais, são registradas nos computadores do Demab, o Departamento de Operações de Mercado Aberto do Banco Central, cuja sede fica no Rio de Janeiro. Depois do fechamento do mercado, o Demab calcula a taxa média ponderada das operações realizadas no dia. Esta será a taxa média Selic do dia, a qual é, em geral, divulgada pelo Copom por volta das 20h00 do mesmo dia.

## Histórico
No período de 1º de julho de 1996 a 4 de março de 1999, a taxa básica para definição de todas as demais taxas de juros da economia brasileira era a TBC (Taxa Básica do Banco Central), determinada mensalmente pelo Comitê de Política Monetária (Copom) do Banco Central do Brasil. A partir de 2 de janeiro de 1998, essas taxas passaram a ser fixadas na expressão anual. Após 5 de março de 1999, com a extinção da TBC, o Copom passou a divulgar a meta para a taxa Selic, estabelecida periodicamente para fins de política monetária.
O aumento ao final de 2014 deveu-se à crise econômica de 2014. 
Ver ou editar os dados puros do gráfico.
Obs.: Não confundir a meta estipulada para a taxa Selic, pelo Copom, com a Selic efetivamente realizada e divulgada pelo Demab do Banco Central.